# José Fonte
José Miguel da Rocha Fonte ComM, conhecido como José Fonte ou “Centralão” (Penafiel, 22 de dezembro de 1983), é um futebolista português atua como defesa central. Atualmente joga pelo Casa Pia. 
É casado com Cassie Fonte, com quem tem 2 filhos, Luna Fonte e Luca Fonte.
Tem um irmão, Rui Fonte, que joga pelo FC Paços de Ferreira 

## Clubes
Formado no Sporting Clube de Portugal, começou a sua carreira profissional em 2002, na equipa B do Sporting. Passando pelo Felgueiras e Vitória de Setúbal, acaba por ser contratado em 2007 pelo Sport Lisboa e Benfica. Sem nunca ter feito um jogo pelo Benfica, é emprestado nesse mesmo ano ao Crystal Palace, tendo sido contratado a título definitivo na temporada seguinte. Depois de três anos ao serviço do Crystal Palace, rumou ao Southampton numa transferência que rondou os 1,3 milhões de euros.
As boas exibições do internacional português pelo clube inglês chamaram a atenção de vários clubes europeus. No mercado de transferências da temporada 2013-2014, o clube turco Besiktas fez uma proposta de compra ao Southampton, mas sem sucesso.
Em agosto de 2014, já com 30 anos, renovou o contrato com o Southampton até 2017 e foi promovido a capitão da equipa.
No dia 20 de janeiro de 2017, foi confirmado como novo defesa central do West Ham, por 9,2 milhões de euros.
Na época 2023/24 jogou no Braga, onde realizou 33 jogos, entre campeonato, Liga dos Campeões (fase preliminar e de grupos), Taça de Portugal e Taça da Liga, que ajudou a conquistar.
No dia 10 de julho de 2024, José Fonte foi anunciado como reforço do Casa Pia.

## Selecção Nacional
Estreou pela Seleção Portuguesa principal em 18 de novembro de 2014, numa partida amigável contra a Argentina. Foi convocado para o Euro 2016 e sagrou-se campeão. Em consequência, a 10 de julho de 2016 foi feito Comendador da Ordem do Mérito.

## Títulos
Southampton
- EFL Trophy: 2009–10

Lille
- Campeonato Francês: 2020–21[11]
- Supercopa da França: 2021

Braga
- Taça da Liga: 2023–24

Seleção Portuguesa
- Campeonato Europeu: 2016
- Liga das Nações da UEFA: 2018–19

### Prémios individuais
- PFA Team of the Year (League One): 2010–11[12]
- Southampton Player of the Season: 2010–11, 2014–15